# Camille Guaty
Camille Guaty (* 28. června 1978, Kalifornie, Spojené státy americké ) je americká herečka. Nejvíce se proslavila rolemi Daisy ve filmu Rozbal to naplno a Maricruz v seriálu Útěk z vězení (2005-07) a Megan v seriálu Tým Škorpion (2014-15).

## Životopis
Camille se narodila v Kalifornii. Má latinské a hispánské kořeny. Její rodina původně pochází z Kanárských ostrovů. Její rodina se přestěhovala do New Jersey, když jí bylo 5 let, kde vystupovala v místních divadlech. Navštěvovala Královskou akademii dramatických umění během léta v Londýně a studovala na Bostonské univerzitě. 

## Kariéra

### Zpěv
V roce 2000 se zúčastnila konkurzů televizní soutěže stanice WB Network Popstar. Dostala se až do kola losangeleského workshopu, kterého se zúčastnilo nejlepších 25 soutěžících. Na konec se dostala mezi nejlepších 10 a byla poslední soutěžící, která nezískala místo ve vítězné dívčí skupině Eden's Crush.

### Herectví
V roce 2002 získala hlavní roli v původním film televizní stanice Disney Channel Rozbal to Naplno. Jednu z hlavních rolí si zahrála v televizním seriálu The Help, po boku Tori Spelling a Megan Fox. V roce 2004 se objevila ve filmu 30 Days Until I'm Famous a v televizním seriálu Drzá Jordan, v epizodách "Blue Moon" a "Family Affair".
V roce 2005 získala vedlejší roli v seriálu Útěk z vězení, kde si zahrála roli Maricruz Delgado, přítelkyni Fernanda Sucreho. Dále se objevila televizních seriálech Devět rukojmí a The Brothers Garcia. V roce 2007 získala vedlejší roli v seriálu stanice NBC Las Vegas: Kasino. Objevila se v seriálu Cupid a ve filmu Bejvalek se nezbavíš.
V roce 2014 se objevila v televizním seriálu MTV Happyland. Vedlejší roli získala v seriálu Tým Škorpion. Ve kterém hrála od roku 2014 do roku 2015 vedlejší roli Megan O'Brien, starší sestru hlavní postavy Waltera O'Briena.

## Osobní život
Camille je provdaná za britského textaře Sy Rhyse Kaye a společně žijí v Los Angeles v Kalifornii.

### Film
| Rok  | Název                       | Role             | Poznámky           |
| ---- | --------------------------- | ---------------- | ------------------ |
| 2002 | Rozbal to naplno            | Daisy Salinas    |                    |
| 2003 | Love Object                 | dívka            |                    |
| 2007 | Blink                       | Nicole           |                    |
| 2008 | Consuming Love              | Sarah            | kráktometážní film |
| 2009 | Bejvalek se nezbavíš        | Donna            |                    |
| 2012 | Towing                      | Red              | kráktometážní film |
| 2013 | Crush                       | Paní Brownová    |                    |
| 2013 | The Smile Man               | Irene            | kráktometážní film |
| 2014 | Dort                        | Tina             |                    |
| 2015 | The Wedding Invitation      | Ryann            |                    |
| 2018 | A Futile and Stupid Gesture | Alex Garcia-Mata |                    |
| 2018 | Lonely Hearts Club          | Cam              |                    |
| 2018 | Nappily Ever After          | Wendy            |                    |
| 2018 | The Brownlist               | Celeste          | kráktometážní film |
| TBA  | My Fiona                    | Kayla            |                    |
| TBA  | My Best Friend Depression   | Phoebe           | také producentka   |

| Rok       | Název                      | Role                   | Poznámky                                                |
| --------- | -------------------------- | ---------------------- | ------------------------------------------------------- |
| 2001–2002 | Raising Dad                | Olivia                 | Vedlejší role, 12 dílů                                  |
| 2002      | Co mám na tobě ráda        | Liz                    | díl: „Spa Day“                                          |
| 2003      | Pohotovost                 | Mia                    | díl: „When Night Meets Day“                             |
| 2003      | The Brothers García        | Alex                   | 3 díly                                                  |
| 2004      | 30 Days Until I'm Famous   | Maggie Moreno          | TV film                                                 |
| 2004      | Gramercy Park              | Maddy Kelly            | Nevysílaný pilot                                        |
| 2004      | The Help                   | Maria                  | Hlavní role; zrušeno po 7 dílech                        |
| 2004–2005 | Drzá Jordan                | Detektiv Luisa Santana | 2 díly                                                  |
| 2004      | Everwood                   | Serena                 | díl: „The Tipping Point“                                |
| 2004      | Joey                       | Debbie                 | díl: „Joey and the Roadtrip“                            |
| 2005      | Sex, láska a tajemství     | Andrea                 | díl: „Abandonment“                                      |
| 2005–2007 | Útěk z vězení              | Maricruz Delgado       | Vedlejší role; 9 dílů                                   |
| 2006–2007 | Devět rukojmí              | Franny Rios            | Hlavní role; 13 dílů                                    |
| 2007–2008 | Las Vegas:Kasino           | Piper Nielsen          | Vedlejší role, 16 dílů                                  |
| 2007      | Beze stopy                 | Paula Solis            | díl: „Res Ipsa“                                         |
| 2007      | Supreme Courtships         | Amber Chavez           | Nevysílaný pilot                                        |
| 2008–2010 | Griffinovi                 | Různé hlasy            | 5 dílů                                                  |
| 2008      | Dirt                       | Debbie Ann             | díl: „What Is This Thing Called?“                       |
| 2009      | Podstata strachu           | Karen / Zelda          | díl: „Echoes“                                           |
| 2009      | Cupid                      | Lita Arroyo            | Hlavní role; 7 dílů                                     |
| 2009      | Kriminálka Las Vegas       | April Martin           | díl: „Death and the Maiden“                             |
| 2010      | V těle boubelky            | Wendy Simon            | díl: „Good Grief“                                       |
| 2011      | Eden                       | Kelly Dimeo            | díl: „Pilot“                                            |
| 2011      | Chicago: Zákon ulice       | Elena                  | 4 díly                                                  |
| 2011      | Friends with Benefits      | Katie Finelli          | díl: „Pilot“                                            |
| 2012      | Lovci lebek                | Emmy Sharp             | díl: „I Smell Emmy“                                     |
| 2012      | Let It Go                  | Charlie                | Nevysílaný pilot                                        |
| 2013      | Spy                        | Caitlin Banks          | Nevysílaný pilot (abc)                                  |
| 2013      | Upíří deníky               | Caitlin Shane          | 2 díly                                                  |
| 2013      | Jak jsem poznal vaši matku | Lisa                   | díl: „Bedtime Stories“                                  |
| 2014      | Doktorka z Dixie           | Connie Vincent         | díly: „Ring of Fire“ a „Carrying Your Love with Me“     |
| 2014–2015 | Tým Škorpion               | Megan O'Brien          | Vedlejší role (1.–2. řada), 10 dílů                     |
| 2014      | Happyland                  | Gloria Velez           | minisérie                                               |
| 2015      | Mix                        | Lola Ruiz              | TV film                                                 |
| 2016–2017 | The Exorcist               | Olivia                 | díly: „An Let My Cry Come Unto Thee“ a „One for Sorrow“ |
| 2017      | Daytime Divas              | Nina Sandoval          | Hlavní role, 10 dílů                                    |
| 2018–2019 | The Good Doctor            | Viola                  | díly: „Quarantine“ a „Quarantine Part Two“              |
| 2018      | Get Christie Love          | jUANA                  | Nevysílaný pilot (abc)                                  |
| TBA       | Casting Call               | Sophia                 | TV film                                                 |